# Augustiner-Eremiten-Kloster Lockenhaus

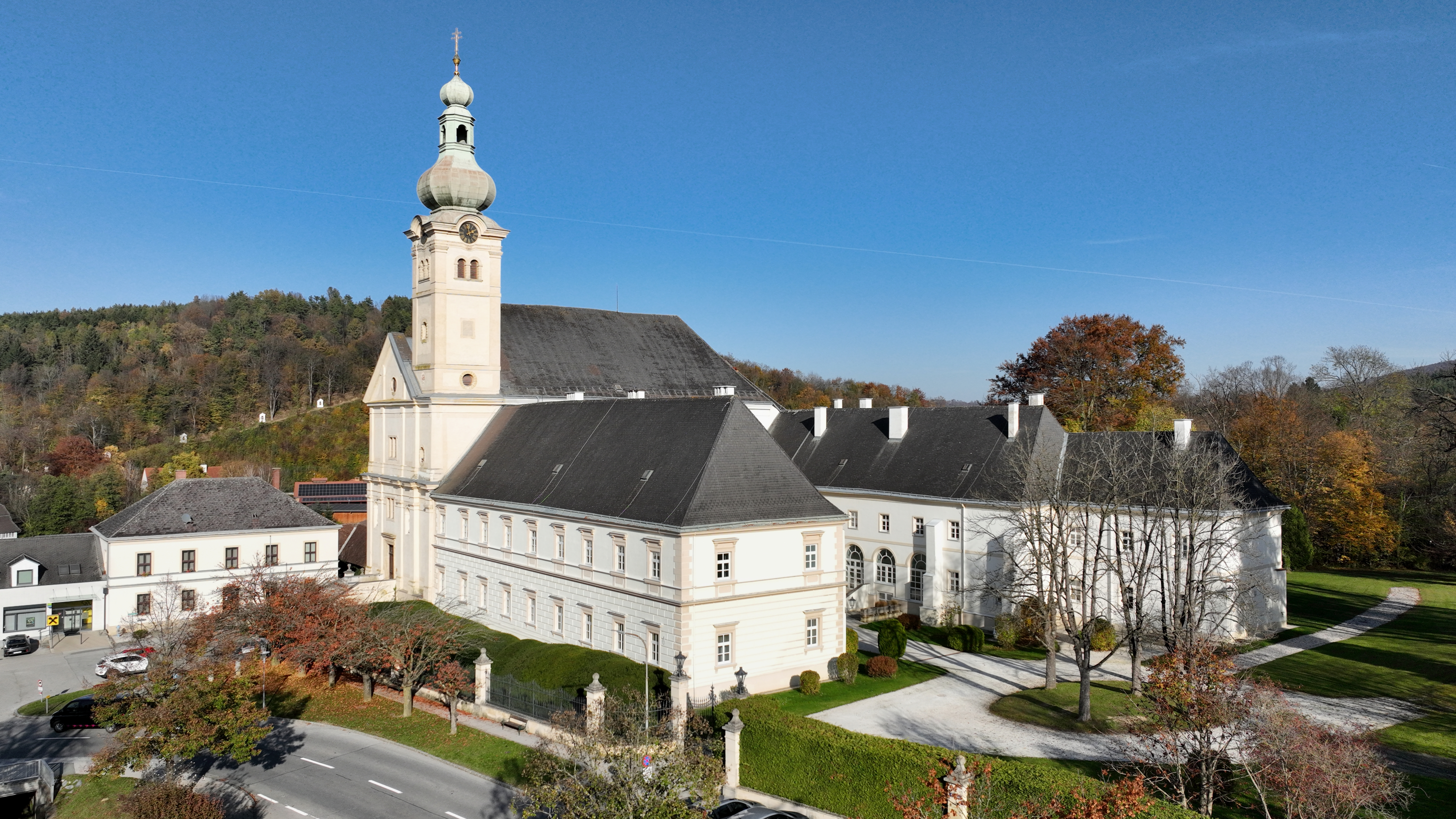
Augustiner-Eremiten-Kloster mit Kirche (2024)

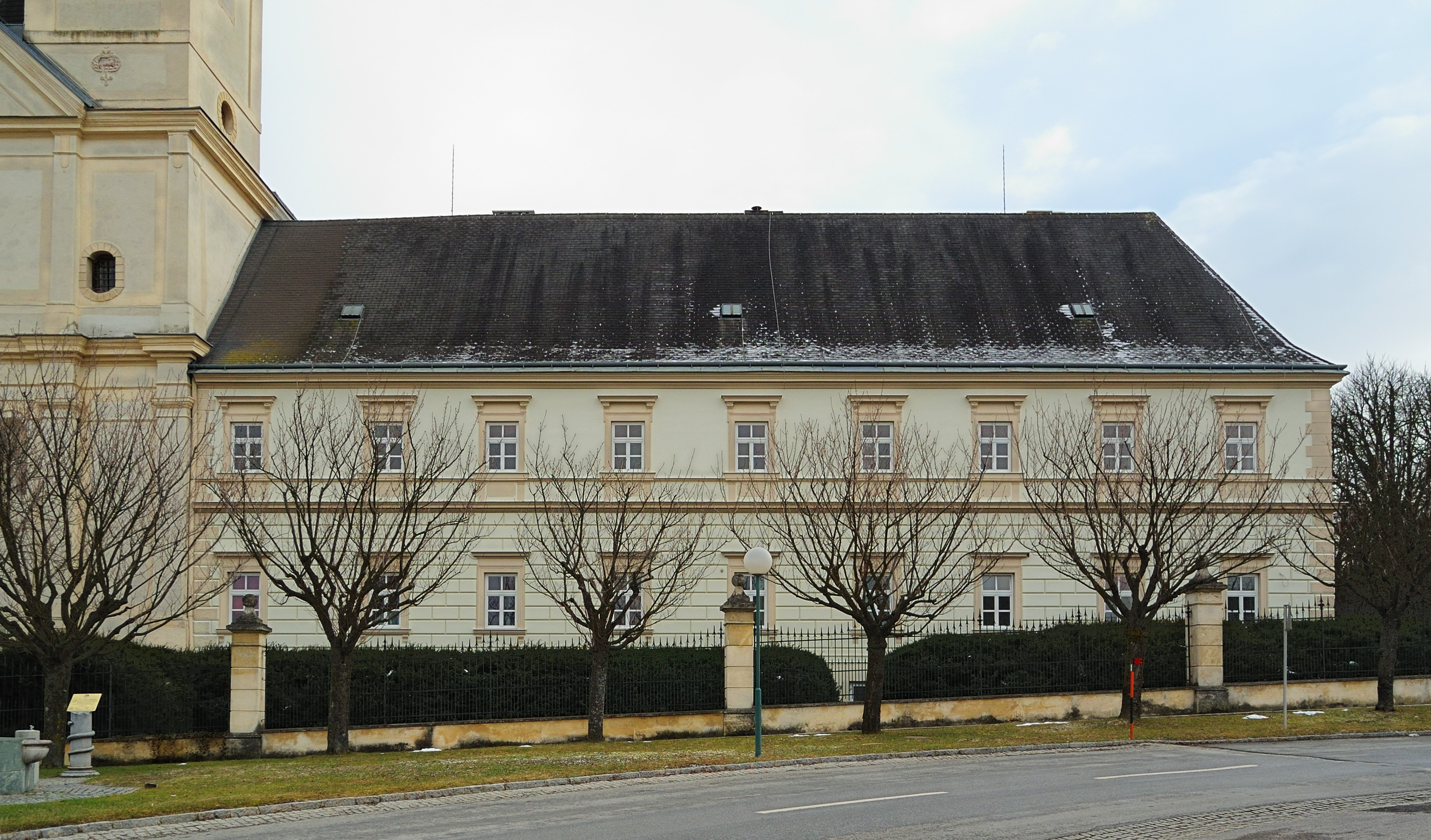
Ehemaliges Augustiner-Eremiten-Kloster (2013)

Das Augustiner-Eremiten-Kloster Lockenhaus in der Marktgemeinde Lockenhaus im Bezirk Oberpullendorf im Burgenland ist baulich mit der Pfarr- und Wallfahrtskirche Lockenhaus verbunden und steht unter Denkmalschutz.

## Geschichte
Das Klostergebäude des Ordens der Augustiner-Eremiten wurde von Baumeister Pietro Orsolino in den Jahren 1655 bis 1668 erbaut und 1720 mit dem Bau des Westflügels erweitert. 1820 wurde die Nutzung als Kloster beendet. 1868 wurde das Klostergebäude als Sommerschloss der Familie Esterházy adaptiert.

## Architektur
Das ehemalige Kloster ist ein einfacher zweigeschoßiger Dreiflügelbau. Im Hof sind die Arkaden vermauert.